# 鍵谷芳勝
鍵谷 芳勝（かぎたに よしかつ、1950年7月 - ）は、日本のファッションモデル、俳優、政治評論家。身長174cm。 クリエートジャパンエージェンシー所属。

## 来歴
中央大学法学部法律学科を卒業後、予備校講師、国会議員の政策秘書、内閣府秘書官を務め、過去には経済企画庁大臣秘書官や日本新党財務委員会代表理事を歴任。 趣味はテニス、ゴルフ、スキューバダイビング。

## 出演

### テレビ
- タイムリミット （2003年6月25日 - 、TBS） - 司会者 役

### CM
- Google Home
- アデランス
- 東京海上日動火災保険
- マイクロソフト
- 第一三共
- 永谷園
- アクセル ホールディングス
- アサヒビール
- JA
- キヤノン
- カネボウ
- 星野リゾート
- 日経新聞社
- 大塚製薬ポカリスエット
- 花王ディープクリーン

### 雑誌
- タウンワーク特別号 表紙 2017年11月20日

### スチール
- クロスプラネット
- リクルート
- メガネスーパー
- 住友林業
- 第一生命
- 明治ファルマ
- CSPセントラル警備保障
- 国際投信投資顧問
- アクサ生命
- ダイエー
- 霞ヶ城ゴルフクラブ
- JR東日本
- NTTドコモ
- 富士通
- 東京三菱銀行
- ファイザー
- スクロール（アパレル）
- スマートコミュニティー

### 映像作品
- BiSH 『Life is Beautiful』 PV